# کالتیایوو
کالتیایوو (انگلیسی: Kaltyayevo) یک شهرک در شهرستان تاتیشلینسکی استان باشقیرستان کشور روسیه است.